# Polen op de Olympische Winterspelen 1980
Tijdens de Olympische Winterspelen van 1980, die in Lake Placid (Verenigde Staten) werden gehouden, nam Polen voor de dertiende keer deel.

## Deelnemers en resultaten

### Langlaufen
| Olympiër       | Discipline | Resultaat | Prestatie             |
| -------------- | ---------- | --------- | --------------------- |
| Józef Łuszczek | 15 km (m)  | 6e        | 42.59,03 (+1.01,40)   |
| Józef Łuszczek | 30 km (m)  | 5e        | 1:29.03,64 (+2.00,84) |
| Józef Łuszczek | 50 km (m)  | 17e       | 2:36.38,05 (+9.13,45) |

### Noordse combinatie
| Olympiër              | Discipline | Resultaat | Prestatie                                                                                           |
| --------------------- | ---------- | --------- | --------------------------------------------------------------------------------------------------- |
| Jan Legierski         | mannen     | 10e       | 400,93 punten schans: 183,3 p 93,9 (74,5 m)+89,4 (74,0 m)+82,4 (71,0 m) 15 km: 217,63 p (48.00,03)  |
| Józef Pawlusiak       | mannen     | 17e       | 384,60 punten schans: 203,6 p 99,2 (75,0 m)+104,4 (81,5 m)+99,1 (78,0 m) 15 km: 181,00 p (52.04,05) |
| Kazimierz Długopolski | mannen     | 24e       | 364,90 punten schans: 171,1 p 74,2 (62,5 m)+81,5 (70,0 m)+89,6 (73,0 m) 15 km: 193,80 p (50.39,02)  |
| Stanisław Kawulok     | mannen     | 26e       | 364,14 punten schans: 169,1 p 75,0 (63,0 m)+82,9 (71,5 m)+86,2 (71,5 m) 15 km: 195,04 p (50.30,09)  |

### Schaatsen
| Olympiër          | Discipline | Resultaat | Prestatie       |
| ----------------- | ---------- | --------- | --------------- |
| Jan Józwik        | 500 m (m)  | 9e        | 39,01 (+0,98)   |
| Jan Józwik        | 1000 m (m) | 13e       | 1.18,83 (+3,65) |
| Erwina Ryś-Ferens | 500 m (v)  | 11e       | 43,52 (+1,74)   |
| Erwina Ryś-Ferens | 1000 m (v) | 16e       | 1.28,82 (+4,72) |
| Erwina Ryś-Ferens | 1500 m (v) | 17e       | 2.16,29 (+5,34) |
| Erwina Ryś-Ferens | 3000 m (v) | 5e        | 4.37,89 (+5,76) |

### Schansspringen
| Olympiër            | Discipline         | Resultaat | Prestatie                                            |
| ------------------- | ------------------ | --------- | ---------------------------------------------------- |
| Stanisław Bobak     | normale schans (m) | 10e       | 242,2 punten 124,8 p. (86,0 m) + 117,4 p. (82,0 m)   |
| Stanisław Bobak     | grote schans (m)   | 22e       | 214,3 punten 112,3 p. (104,0 m) + 102,0 p. (97,0 m)  |
| Piotr Fijas         | normale schans (m) | 47e       | 144,0 punten 109,4 p. (79,5 m) + 34,6 p. (59,0 m)    |
| Piotr Fijas         | grote schans (m)   | 14e       | 226,1 punten 118,0 p. (107,0 m) + 108,1 p. (101,0 m) |
| Stanisław Pawlusiak | normale schans (m) | 40e       | 183,1 punten 94,9 p. (72,0 m) + 88,2 p. (70,0 m)     |
| Stanisław Pawlusiak | grote schans (m)   | 43e       | 179,1 punten 92,5 p. (92,0 m) + 86,6 p. (88,5 m)     |

### IJshockey
| Olympiër | Discipline | Resultaat | Prestatie |
| --- | ---------- | --------- | --- |
| Henryk Wojtynek Paweł Łukaszka Andrzej Ujwary Henryk Janiszewski Henryk Gruth Andrzej Jańczy Jerzy Potz Ludwik Synowiec Marek Marcińczak Stefan Chowaniec Wiesław Jobczyk Tadeusz Obłój Dariusz Sikora Leszek Kokoszka Andrzej Zabawa Henryk Pytel Stanisław Klocek Leszek Jachna Bogdan Dziubiński Andrzej Małysiak | mannen     | 7e        | Voorronde groep A: 5- 4 Polen - Finland 1- 5 Polen - Canada 1- 8 Polen - Sovjet-Unie 3- 5 Polen - Nederland 5- 1 Polen - Japan |

Andorra · Argentinië · Australië · België · Bolivia · Bondsrepubliek Duitsland · Bulgarije · Canada · China · Costa Rica · Cyprus · Duitse Democratische Republiek · Finland · Frankrijk · Griekenland · Groot-Brittannië · Hongarije · IJsland · Italië · Japan · Joegoslavië · Libanon · Liechtenstein · Mongolië · Nederland · Nieuw-Zeeland · Noorwegen · Oostenrijk · Polen · Roemenië · Sovjet-Unie · Spanje · Tsjecho-Slowakije · Verenigde Staten · Zuid-Korea · Zweden · Zwitserland